# Falan
Falan es un municipio de Colombia, ubicado en la parte norte del departamento del Tolima.

## Toponimia
Para 1930 la población cambia de nombre por Falan en homenaje a uno de sus hijos ilustres, el ingeniero y poeta Diego Fallón Carrión. administrador de las minas a finales del siglo XIX.

## Historia
Originalmente habitado por poblaciones autóctonas; hacia la mitad del siglo XVI llegaron los conquistadores españoles. La región fue colonizada en la primera mitad del siglo XVIII con el fin de extraer plata y oro de las minas cercanas. La población creada tomará el nombre de Rosario de Lajas y posteriormente Santa Ana. Sin embargo, en 1930, la población cambió nuevamente de nombre, convirtiéndose en Falan, en honor al poeta Diego Fallón Carrión, que había nacido en la localidad.
Su corregimiento de Frías fue fundado en el año 1640 y erigido corregimiento en el año de 1888, por ordenanza número 52 del 11 de abril, por el gobierno del Tolima.
Debe su nombre al inglés Roberto Frías, jefe en aquel entonces de la explotación de nueve minas de oro, plata y níquel. Esas minas se encuentran hoy constituidas como una ciudad perdida.

## Geografía

### Clima
28 °C.

### Hidrografía
Ríos Gualí, Cuamo, Sabandija, Jiménez, Morales.

### Límites municipales
Falan está delimitada por los siguientes municipios:
| Noroeste: Fresno (Río Gualí)       | Norte: Mariquita | Nordeste: Mariquita             |
| Oeste: Palocabildo                 |                  | Este: Armero (Río Cuamo)        |
| Suroeste: Casabianca, Villahermosa | Sur: Armero      | Sureste: Armero (Río Sabandija) |

## División político-administrativa

Mapa veredal

Su cabecera municipal está compuesta por 13 barrios según la alcaldía en 2015.
Falan tiene un bajo su jurisdicción los centros poblados:
- Frías
- Piedecuesta

### Veredas
Además, el municipio tiene constituido las siguientes veredas: Alto del Oso, Campo Alegre, Cavandia, Cúcuta, El Cucharo, El Mango, El Real, El Refugio, El Socorro, Filomena, Hoyo Negro, La Cumba, La India, La Ínsula, La Lajosa, La Linda, La Noria, La Plantilla, La Rica, Lajas, Mondeco, Paraíso, Piedras Negras, Pirsa, San Antonio, Santa Rosa, Tavera y Tres Esquinas.

## Economía
Su economía se basa en el cultivo de café, además se siembra yuca y plátano. Existe un debate por la llegada de multinacionales mineras al municipio.

## Cultura
Anualmente el 26 de julio se realizan las tradicionales fiestas patronales.

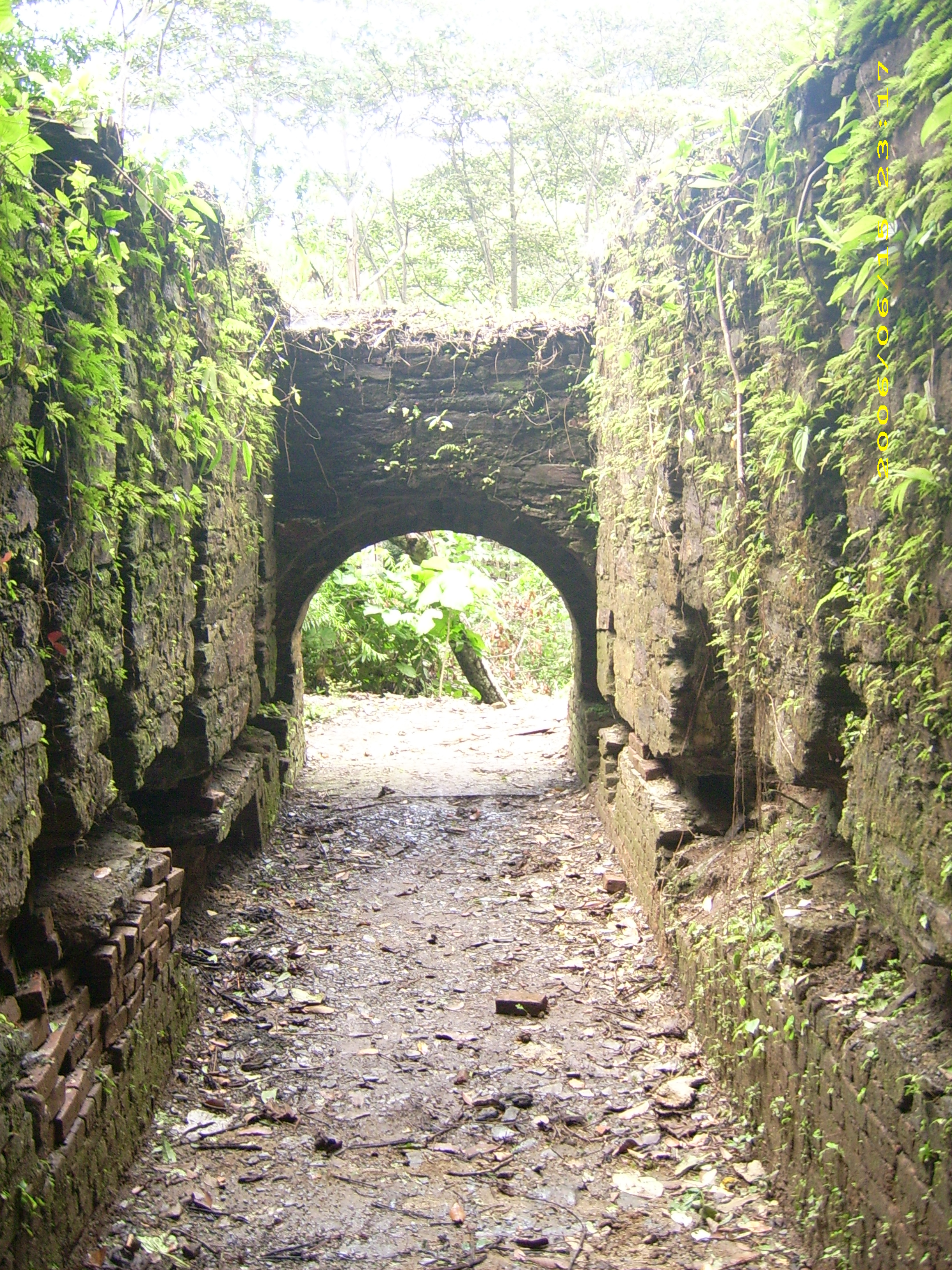
Reserva Natural Ciudad Perdida de Falan.
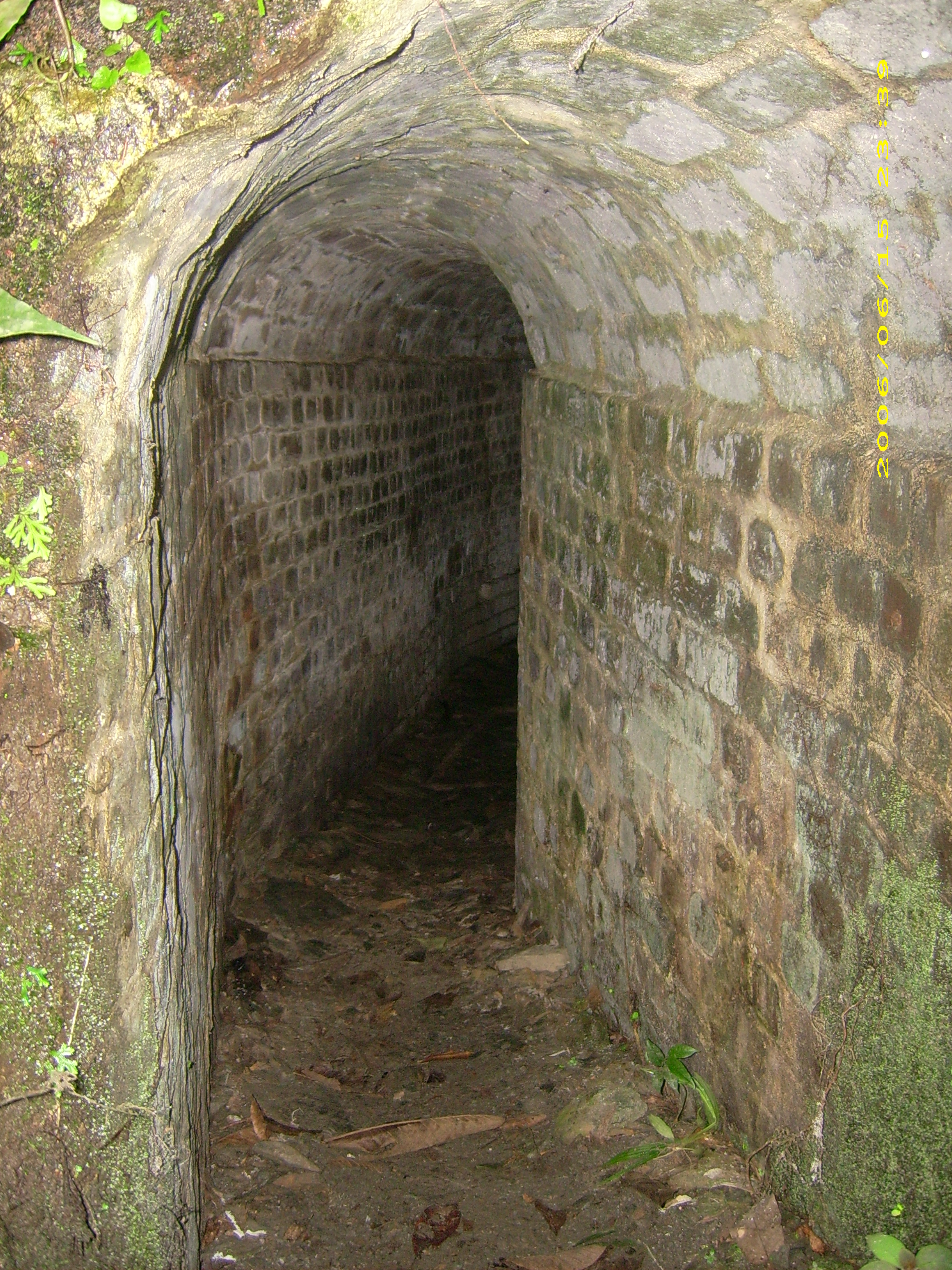
Reales Minas de Falan.